# Joshua Bugajski
Joshua Gregory Bugajski –conocido como Josh Bugajski– (Stockport, 5 de octubre de 1990) es un deportista británico que compite en remo.
Participó en los Juegos Olímpicos de Tokio 2020, obteniendo una medalla de bronce en la prueba de ocho con timonel. Ganó una medalla de bronce en el Campeonato Mundial de Remo de 2019 y dos medallas en el Campeonato Europeo de Remo, en los años 2019 y 2021.

## Palmarés internacional
| Juegos Olímpicos   | Juegos Olímpicos     | Juegos Olímpicos  | Juegos Olímpicos |
| Año                | Lugar                | Medalla           | Prueba           |
| ------------------ | -------------------- | ----------------- | ---------------- |
| 2020               | Tokio (Japón)        | Medalla de bronce | Ocho con timonel |
| Campeonato Mundial |                      |                   |                  |
| Año                | Lugar                | Medalla           | Prueba           |
| 2019               | Ottensheim (Austria) | Medalla de bronce | Ocho con timonel |
| Campeonato Europeo |                      |                   |                  |
| Año                | Lugar                | Medalla           | Prueba           |
| 2019               | Lucerna (Suiza)      | Medalla de plata  | Ocho con timonel |
| 2021               | Varese (Italia)      | Medalla de oro    | Ocho con timonel |